# The Mummy!
The Mummy!: Or a Tale of the Twenty-Second Century är en roman från Jane C. Loudon. 

## Handling
Egyptiske mumien Cheops återuppväcks under 2100-talet. Många teman är hämtade från Frankenstein av Mary Shelley,, vilket även idén om en framtid med avancerad tekologi är. Den innehåller också ett tidigt exempel av en "mumies förbannelse".

### Fotnoter
1. ↑  http://www.cardiff.ac.uk/encap/journals/romtext/articles/cc10_n01.html